# Grande Birmingham
 Coordenadas : formato inválido

Birmingham-Hoover-Cullman

A Grande Birmingham ou Birmingham-Hoover-Cullman é uma Área de Estatística Combinada do estado do Alabama, EUA. É formada por 8 condados de Alabama Central. 
De acordo com o censo de 2000, a região possuía uma população de 1.052.238 habitantes O censo de 2009 aponta para um aumento estimado de 1.212.848 habitantes. A área compreende a Área metropolitana de Birmingham-Hoover (Área estatística metropolitana) e Área micripolitana de Cullman (Área Estatística Micropolitana).É a 48º sub-região mais populosa dos EUA e a mais populosa do estado, constituindo cerca de ¼ da população do Alabama. Condados próximos como Tuscaloosa, Etowah, Talladega e Calhoun não pertencem a microrregião mais contribuem em grande parte para a economia local.

## Condados
- Bibb
- Blount
- Chilton
- Cullman
- Jefferson
- St. Clair
- Shelby
- Walker

## Cidades

### Cidades Primárias
- Birmingham
- Hoover
- Cullman

### Cidades com mais de 10.000 habitantes
- Alabaster
- Bessemer
- Center Point
- Fairfield
- Gardendale
- Homewood
- Helena
- Hueytown
- Jasper
- Mountain Brook
- Pelham
- Pell City
- Trussville
- Vestavia Hills

### Cidades Incorporadas, Comunidades e localidades com menos de 10.000 habitantes
- Allgood
- Altoona
- Arab
- Adamsville
- Argo
- Ashville
- Baileytown
- Blounville
- Branchville
- Brent
- Brighton
- Brookside
- Cahaba Heights
- Carbon Hill
- Dora
- Eldridge
- Cardiff
- Calera
- Centreville
- Chalkville
- Chelsea
- Chidersburg
- Clanton
- Clay
- Cleveland
- Colony
- Concord
- Cordova
- County Line
- Columbiana
- Dodge City (Alabama)
- Edgewater
- Fairview
- Fultondale
- Garden City
- Good Hope
- Grantville
- Grayson Valley
- Graysville
- Hanceville
- Harpersville
- Hayden
- Highland Lake
- Holly Pond
- Indian Spring Village
- Inglenook
- Irondale
- Jemison
- Kimberly
- Kansas (Alabama)Kansas
- Lake Purdy
- Lipscomb
- Locust Fork
- Maplesville
- Margaret
- Maytown
- McDonald Chapel
- Meadowbrook
- Midfield
- Minor
- Montevallo
- Moody
- Morris
- Mount Olive
- Mulga
- Nauvoo
- Nectar (Alabama)Nectar
- North Bibb
- North Johns
- Oakman
- Odenville
- Oneonta
- Parrish
- Pinson
- Pleasant Groove
- Ragland
- Riverside
- Rock Creek
- Rosa (Alabama)Rosa
- Sipsey
- Smoke Rise
- Snead
- South Vinemont
- Springville
- Steele
- Sumiton
- Susan Moore
- Sylvan Springs
- Tarrant
- Thorsby
- Trafford
- Vance
- Vincent
- Warrior
- West Blocton
- West Jefferson
- Westover
- West Point
- Wilsonville
- Wilton